# Phyllium philippinicum

Phyllium philippinicum, Männchen

Phyllium philippinicum ist eine Art der Wandelnden Blätter (Phylliidae), die gelegentlich auch Philippinisches Wandelndes Blatt genannt wird. Sie wurde nach ihrer Einführung in die Terraristik zunächst als Phyllium spec. (Philippinen) oder auch Phyllium siccifolium (Philippinen) bezeichnet.

## Merkmale
Die Weibchen erreichen eine Körperlänge von 65 bis 98 Millimetern und eine maximale Abdomenbreite von 29 bis 41 Millimetern. Wie bei allen Wandelnden Blättern bleiben die Männchen mit 55 bis 68 Millimetern Länge und 15 bis 19 Millimetern Breite deutlich kleiner. Bei den adulten weiblichen Tieren sind, wie bei Pulchriphyllium giganteum und den meisten anderen Vertretern der Familie, nur die Vorderflügel voll ausgebildet. Allerdings bleiben die Weibchen nicht nur deutlich kleiner als die von Pulchriphyllium giganteum, sondern haben auch einen weniger kantigen, eher ovalen Hinterleib (Abdomen), etwa wie die von Cryptophyllium westwoodii, dabei haben sie aber rundlichere, deutlich schmalere äußere Vorderschenkel und bleiben auch etwas kleiner als diese. Die Ränder der letzten Abdominalsegmente und die Spitzen der Cerci sind oft braun. Die Schenkel sind an allen Beinpaaren am Vorderrand stärker gezähnt als am hinteren, wobei die Zähne der Vorderbeine am stärksten ausgeprägt sind und die der Weibchen wiederum stärker als die der Männchen. Die Grundfarbe kann von hell- bis dunkelgrün variieren. Braune Makel auf den Vorderflügeln oder der Ventralseite des Hinterleibs können in unterschiedlicher Ausprägung auftreten, aber auch gänzlich fehlen. Die basisnahen Fühlerglieder (meist das zweite bis fünfte) sind in beiden Geschlechtern orangebraun bis braun gefärbt. Die Weibchen haben wie die aller Wandelnder Blätter neun Fühlerglieder. Die adulten Männchen haben 23 Fühlerglieder und voll entwickelte Hinterflügel, durch die sie zu kurzen Flügen fähig sind. Die kürzeren Vorderflügel bedecken die hinteren zu gut einem Drittel. Der Körper der Männchen ist, ähnlich dem von Phyllium westwoodii-Männchen, schmal lanzettförmig geformt und genau wie die Beine von einem dünnen braunen Rand umgeben. Anders als diese tragen Phyllium philippinicum-Männchen ihre Fühler nach vorn gerichtet. Die Oberseite ihres vorderen Mesonotums (also der zur dünnsten Körperstelle verjüngte Teil des Mittelbrusttergums) wird mit zunehmendem Alter immer dunkler, bis er schließlich braun ist. Zur Unterscheidung der Art von anderen Wandelnden Blättern lässt sich, wie bei allen Gespenstschrecken, auch die Form der Eier sehr gut heranziehen. Dabei besteht sowohl bei diesen, als auch bei den Tieren selbst, eine gewisse Verwechslungsgefahr mit bestimmten anderen Phyllium-Arten. Die Weibchen von Phyllium philippinicum haben am hinteren Ansatz der Mittel- und Hinterhüften (Coxen) je einen braunen Fleck (siehe Bild unten), der aber in ähnlicher Form auch bei Phyllium mabantai zu finden ist. Die Eier von Phyllium philippinicum haben auf den flachen Seiten unregelmäßig angeordnete runde Gruben.

## Vorkommen und Lebensweise
Die Tiere kommen auf den Philippinen, genauer im Osten der Insel Luzon vor, wo sie auf verschiedenen Sträuchern zu finden sind. Sie bevorzugen Temperaturen von 22 bis 27 °C und eine Luftfeuchtigkeit zwischen 60 und 80 Prozent.
Die Art sitzt tagsüber meist reglos auf der Nahrungspflanze. Bewegen sich die Tiere fort, dann in dem für die Wandelnden Blätter typischen Schaukelschritt. Ein regelrechtes Zittern ist zu beobachten, wenn sie durch Luftzug oder leichte Bewegung gereizt werden. Ausgewachsene Männchen sind nachts recht aktiv und laufen oder fliegen auf der Suche nach einer Partnerin in den Zweigen der Nahrungspflanzen herum. Werden sie ergriffen, neigen sie dazu Beine abzuwerfen (Autotomie), wobei zunächst meist Mittel- und danach Hinterbeine abgeworfen werden. Die frisch geschlüpften Nymphen laufen in den ersten Tagen sehr schnell durch die Zweige, bevor sie mit der Nahrungsaufnahme beginnen und die Lebensweise ihrer Eltern übernehmen.

## Fortpflanzung

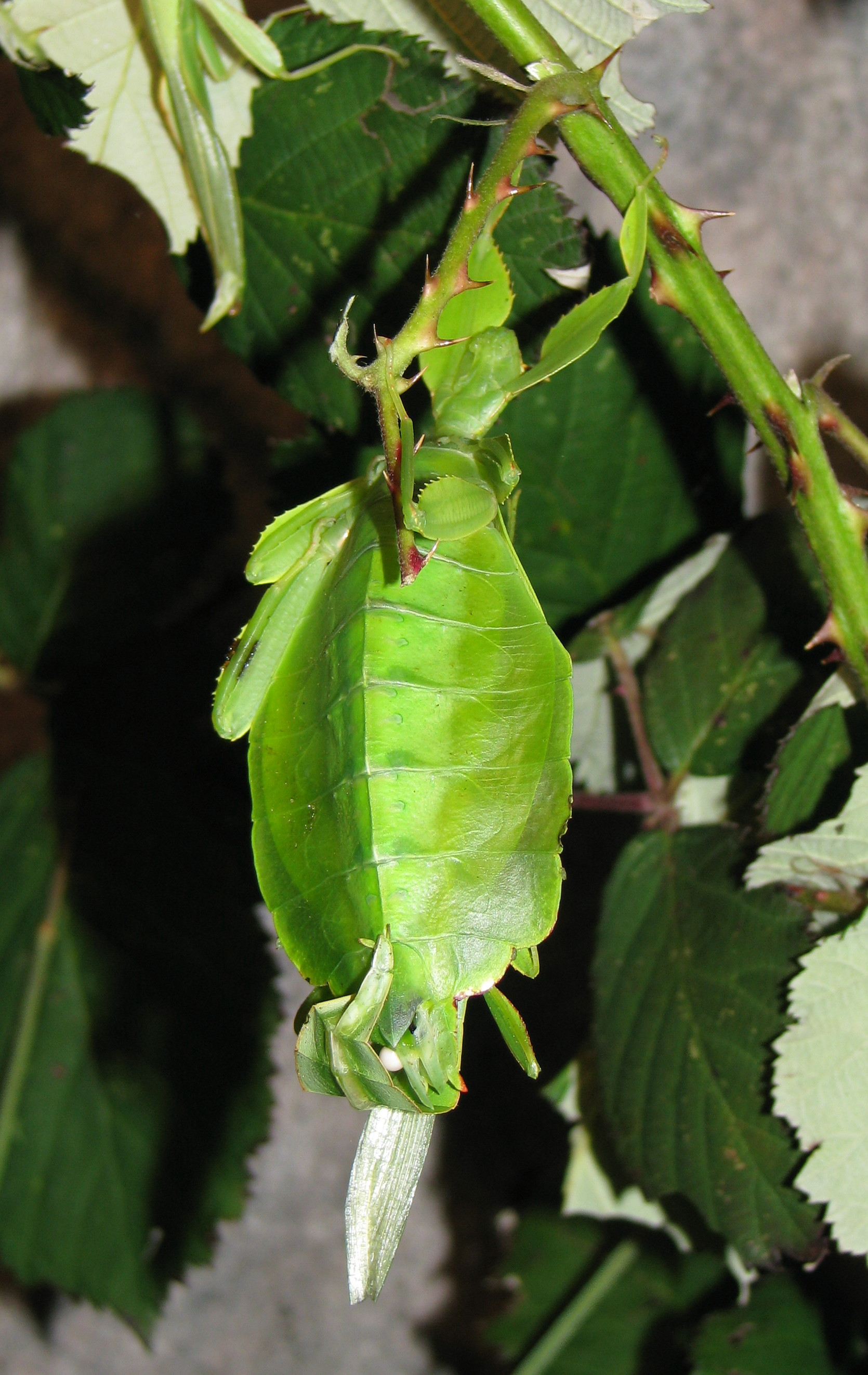
Kopulation, die Spermatophore ist als weiße Perle zu erkennen

Die Lebensdauer der adulten Männchen ist mit bis zu vier Monaten für Phyllium-Arten ausgesprochen lang. Sie lassen sich von den Weibchen während der Paarung oft tagelang herumtragen. Parthenogenese spielt keine Rolle. Aus den charakteristischen, etwa fünf Millimeter langen, knapp drei Millimeter breiten und zehn Milligramm schweren Eiern schlüpfen nach etwa vier bis fünf Monaten zunächst schwarz bis dunkelbraun gefärbte, weiß geränderte Nymphen. Nachdem diese einige Tage Nahrung aufgenommen haben, weicht die dunkelbraune Grundfarbe zunehmend einer grünen. Die Entwicklungsdauer beider Geschlechter zum adulten Insekt beträgt je nach Temperatur vier bis fünf Monate, wobei die Männchen etwas schneller adult werden. Sie lassen sich schon nach der zweiten Häutung durch den, bei den folgenden Häutungen immer schmaler werdenden, rautenförmigen Hinterleib von den Weibchen, deren Abdomen immer breiter wird, unterscheiden. Adulte Männchen werden nur ca. drei Monate alt, Weibchen in der Regel sechs bis neun Monate, in Ausnahmefällen bis zu einem Jahr.

## Taxonomie und Systematik
Die Art wurde in einer im Dezember 2009 veröffentlichten Untersuchung von Hennemann et al. als Phyllium philippinicum beschrieben. Sie wird innerhalb der Untergattung Phyllium in die siccifolium-Artengruppe eingeordnet. Bereits 2011 stellte Detlef Größer die Validität der Art in Frage. Da sowohl die Genitalform als auch die Form und Oberflächenkontur der Eier stark variieren, hält er es für wahrscheinlich, dass es sich bei den beschriebenen Tieren bereits um Hybriden handelt. Als Holotypus ist ein Weibchen in der Zoologische Staatssammlung München hinterlegt worden. Es ist eines der Tiere, welche im Juni 2001 von Ismael O. Lumawig und  Thierry Heitzmann in Subic in der Provinz Zambales im Osten Luzons gesammelt wurden.

## Haltung im Terrarium
Von den zurzeit in Terrarien gehaltenen Wandelnden Blättern ist Phyllium philippinicum die am einfachsten zu vermehrende Art (siehe auch Haltung von Wandelnden Blättern). Die heutigen Zuchtstämme gehen wie der Holotypus auf die 2000 und 2001 von Lumawig und Heitzmann in Subic gesammelten Tiere zurück. Die zunächst als Phyllium spec. (Philippinen) oder fälschlich als Phyllium siccifolium (Philippinen) bezeichneten Tiere werden von der Phasmid Study Group unter der PSG-Nummer 278 geführt.
Die Futterbeschaffung ist unproblematisch, da man sowohl die Imagines, als auch die Nymphen sehr gut ausschließlich mit Brombeerblättern ernähren kann. Daneben können auch Eichenblätter oder die zum natürlichen Nahrungsspektrum zählenden Guaven (Psidium) verfüttert werden. Um die Luftfeuchtigkeit zu erhöhen, sollten die Futterpflanzen alle zwei bis drei Tage mit lauwarmem Wasser besprüht werden. Durch die hohe Lebenserwartung der Männchen entfällt die parthenogenetische Vermehrung, was zu höheren Schlupfraten und robusteren Larven beiträgt. Bei niedrigeren Temperaturen (Zimmertemperatur) schlüpfen mehr Männchen als Weibchen.

## Bilder

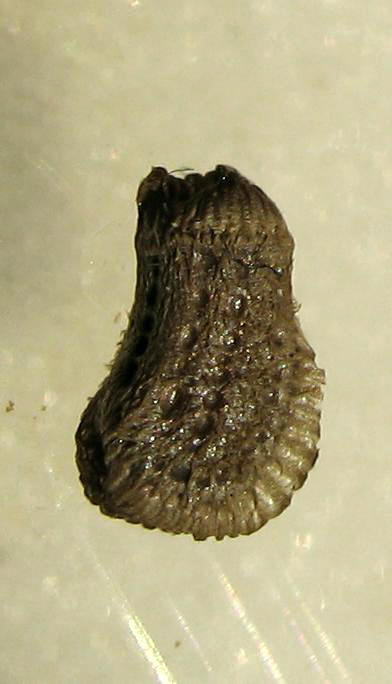
Ei
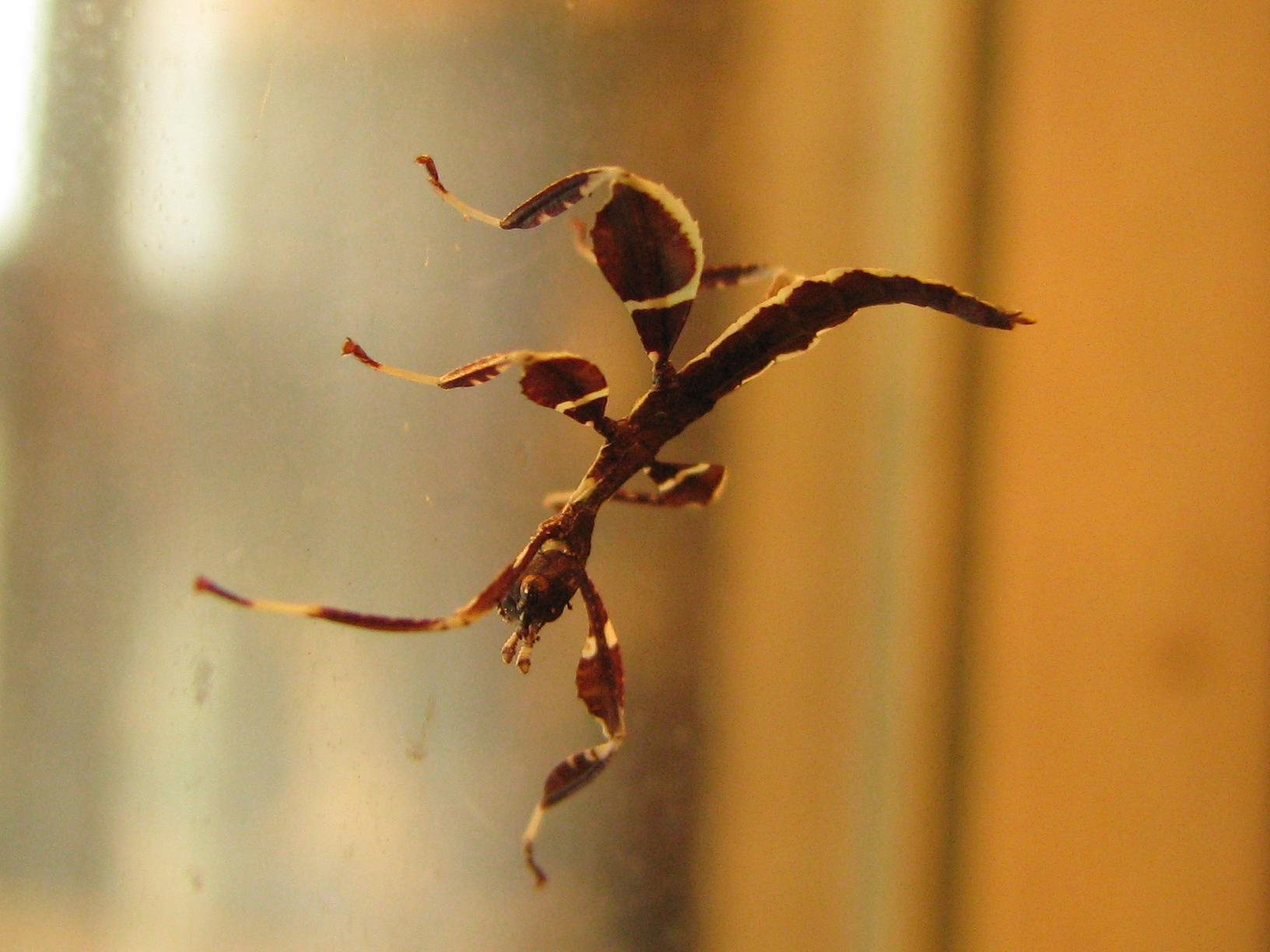
Frisch geschlüpfte Nymphe
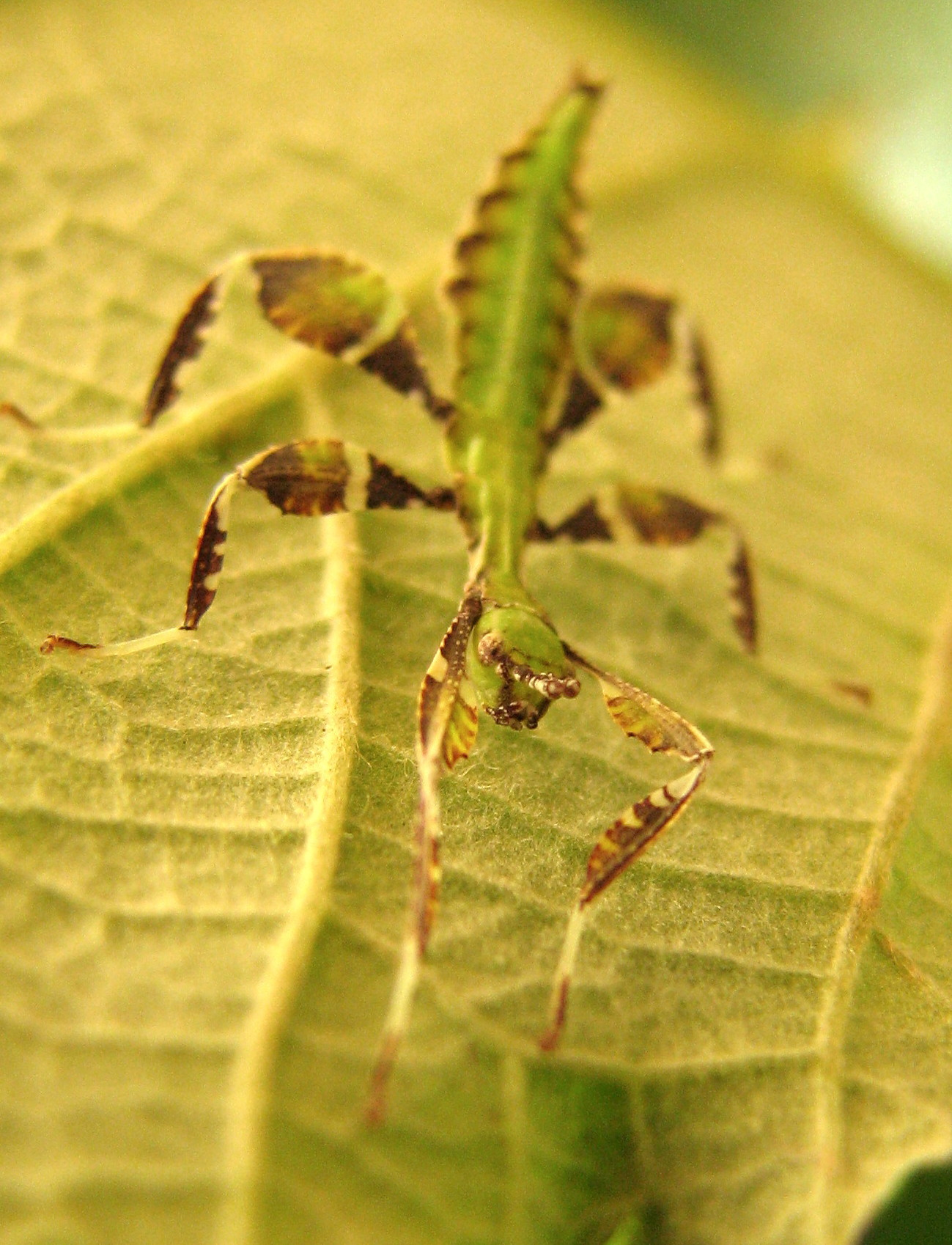
10 Tage nach dem Schlupf
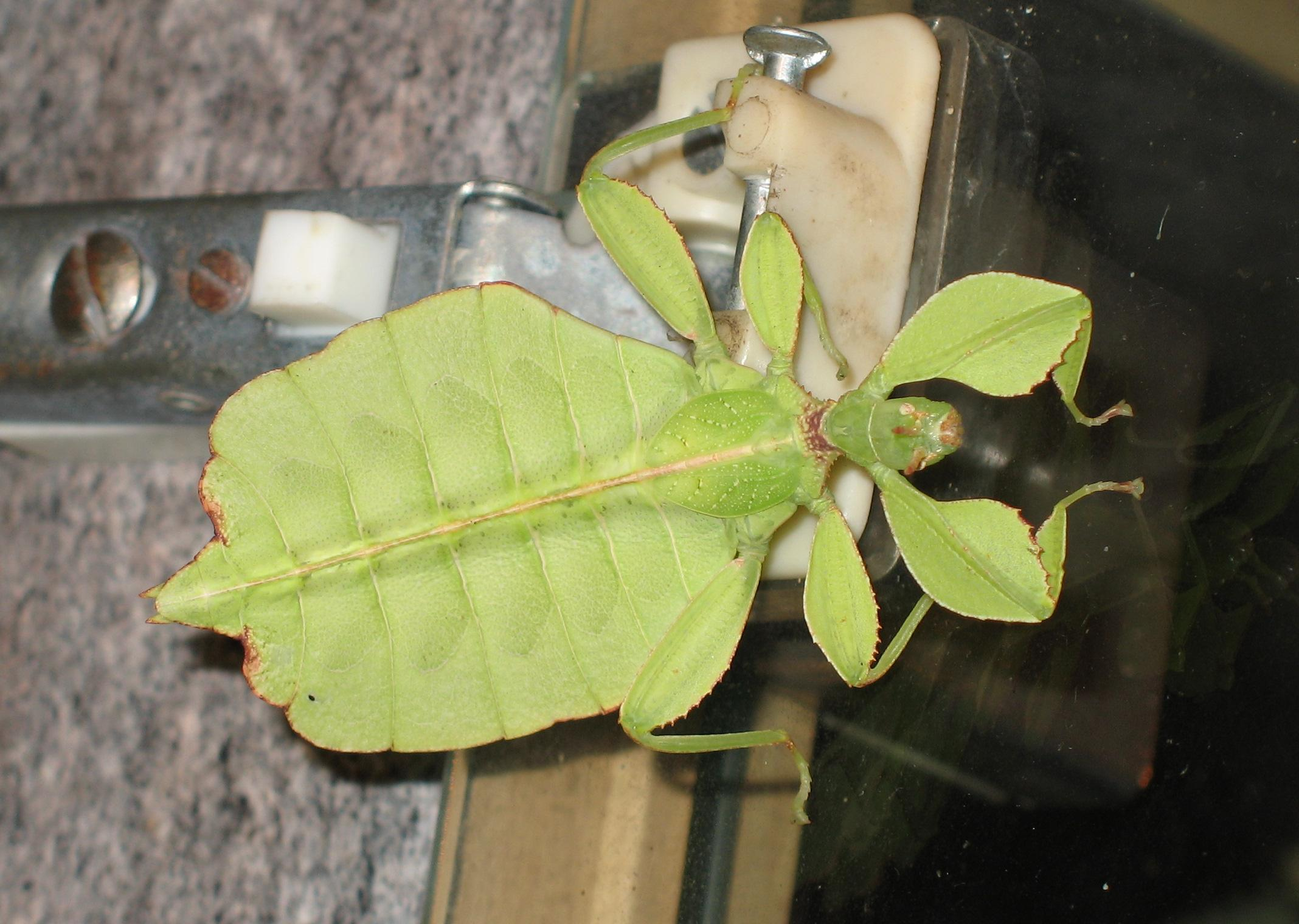
Weibliche Nymphe
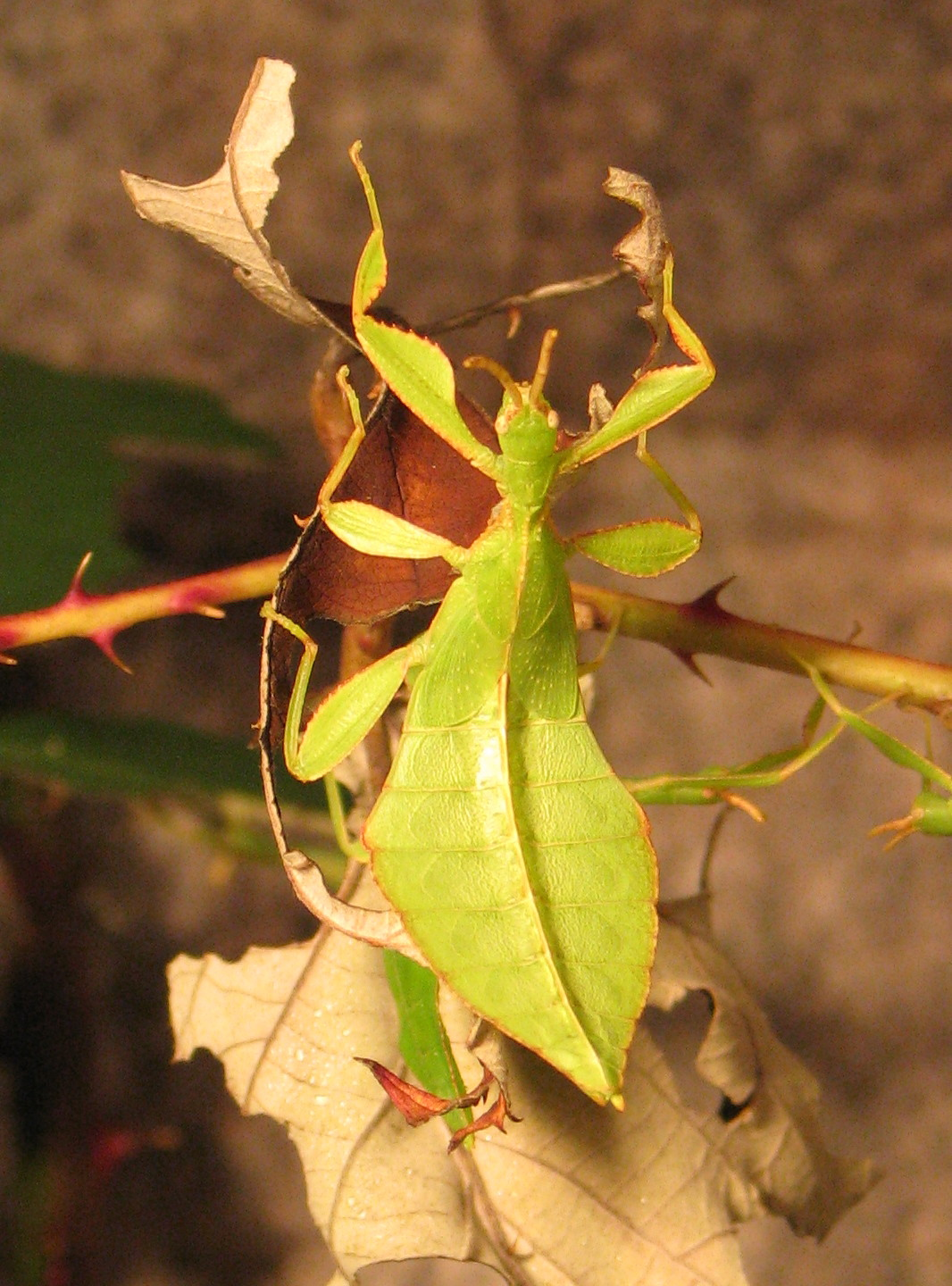
Männliche Nymphe
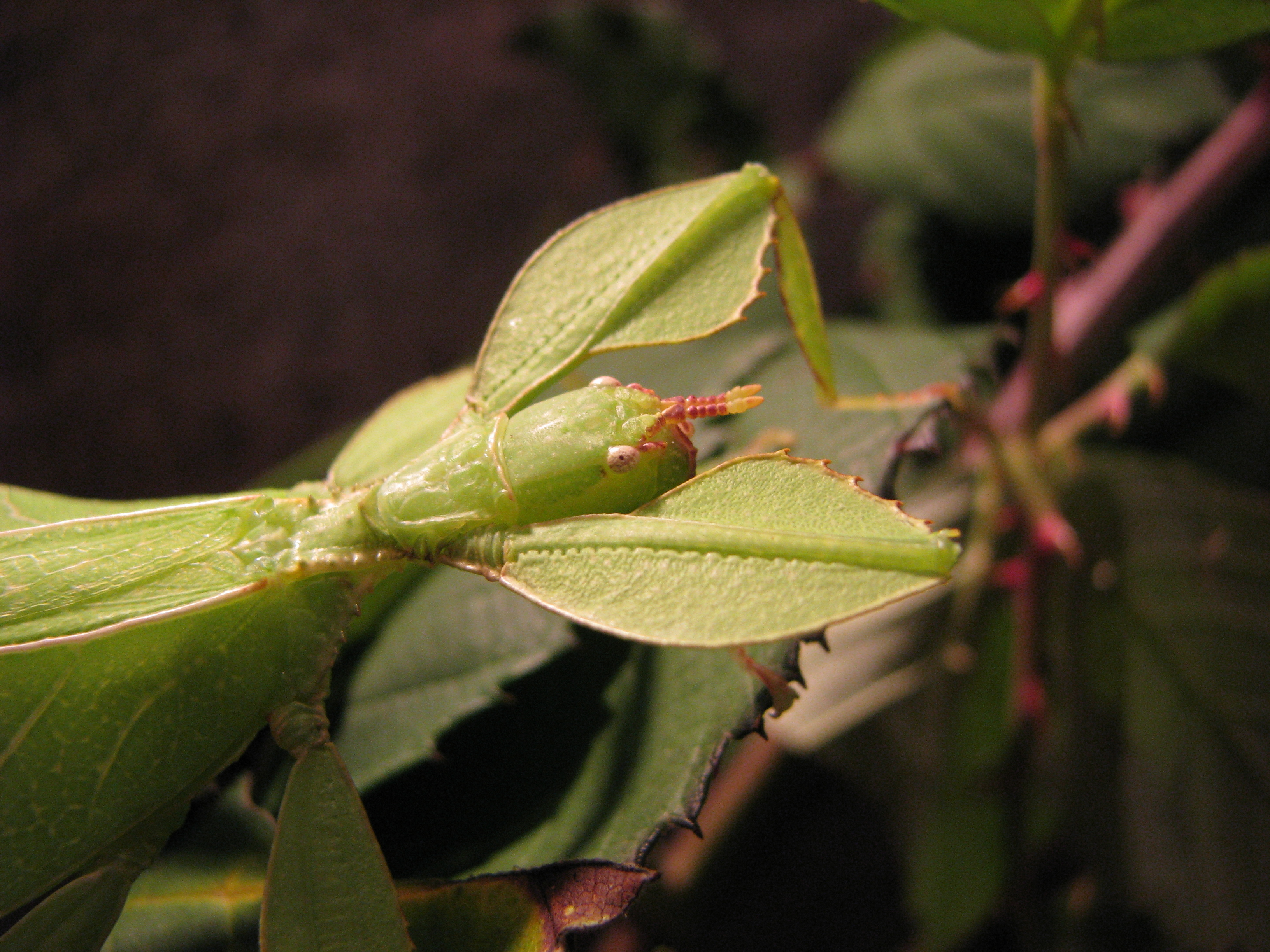
Porträt eines Weibchens
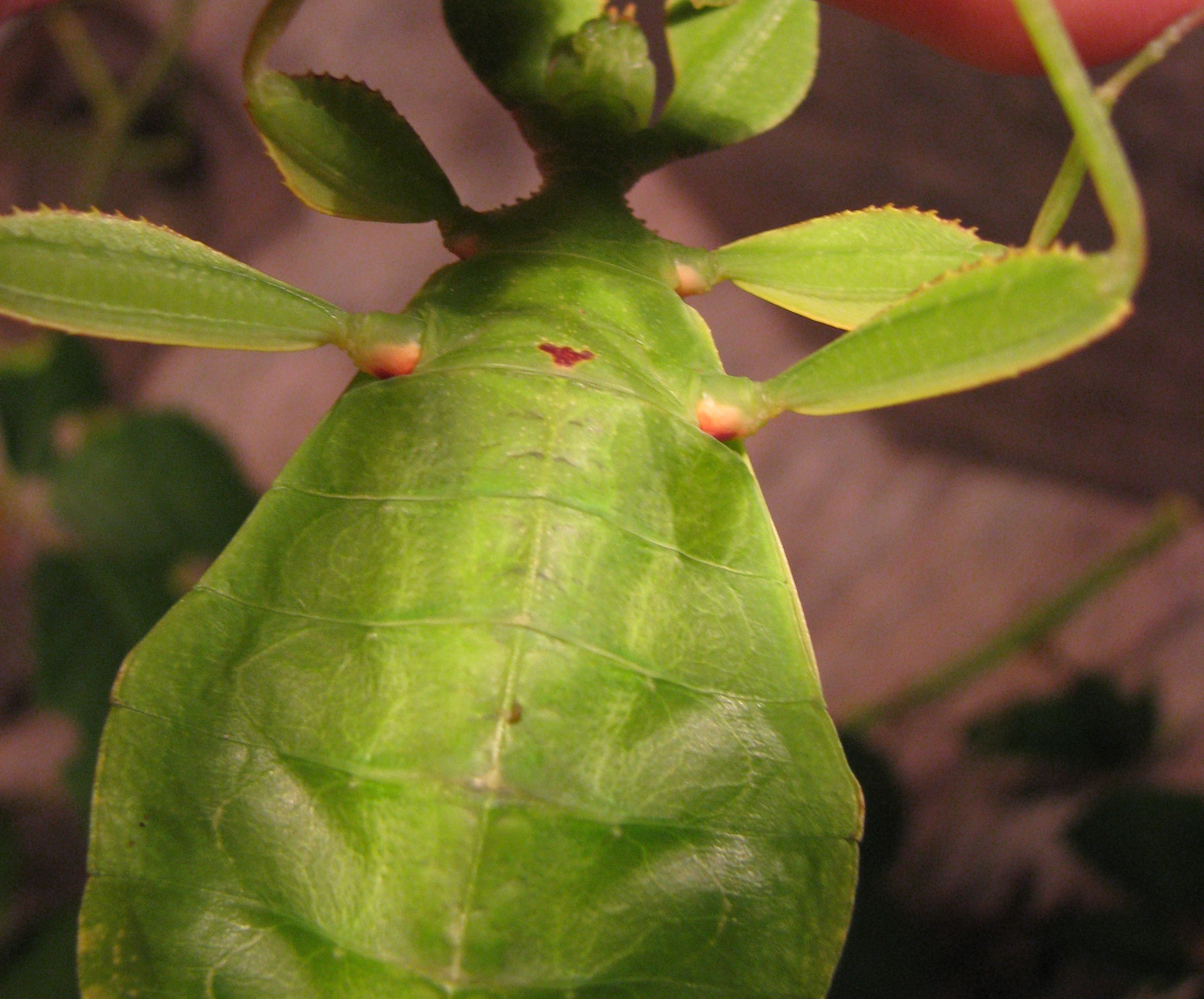
Weibchen, ventral, mit braunen Coxen
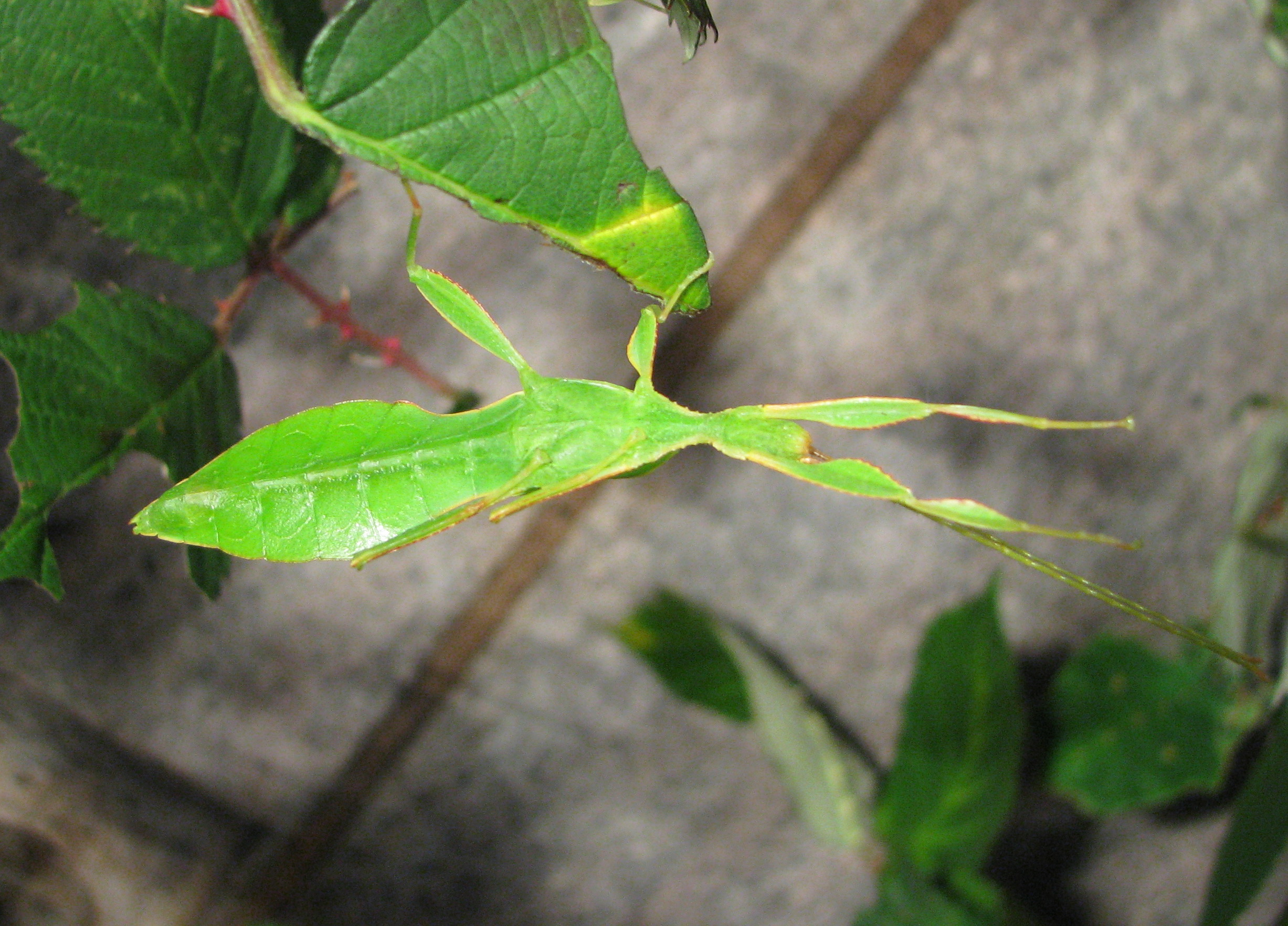
Männchen, ventralseitig